# 채무

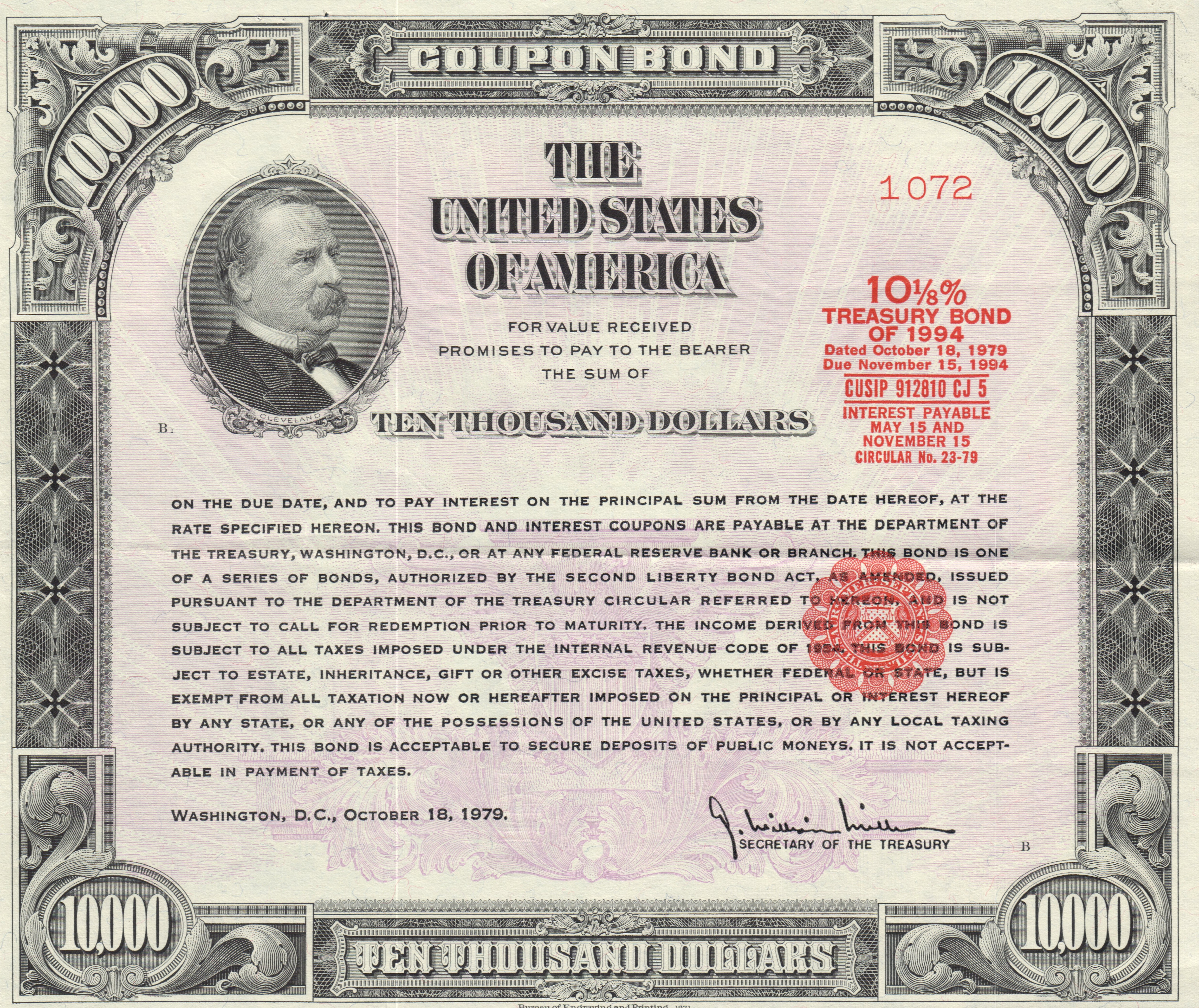

채무(債務)란 채권관계에서 어떤 급부를 이행해야만 하는 의무를 뜻한다. 채권관계에서 채무를 지는 사람을 채무자라고 하며, 채무자는 채권자에게 재화나 현금으로 채무를 갚아나가야 한다. 그러한 돈을 빚이라고 한다. 만일 채무자가 채권자의 채무(어음같은 기간이 정해진 채무)를 기한이내에 갚지 못할 경우 부도로 처리된다. 일반적으로, 채무는 회계상에서 비용으로 처리되며, 자산으로 인식된다.

## 추심채무와 지참채무
추심채무(推尋債務)는 채무자의 주소 또는 그 영업소에서 이행되어야 할 채무를 가리킨다. 채무자의 주소에서 인도하는 채무이다. 당사자가 계약으로 추심채무라고 정하는 경우 외에 법률상으로 추심채무라고 정하고 있는 예도 있다. 증권적 채권의 경우가 그것이다(516조, 524조). 추심채무에서는 이행기가 도래하더라도 추심하러 오지 않는 이상은 이행지체가 되지 아니한다.
이와 대비되는 용어로는 지참채무(持參債務)가 있으며 이는 변제를 할 때 채무자가 채권자를 찾아가 변제하는 것을 말한다. 민법상 특정물의 인도를 목적으로 하는 채무이외는 일반적으로 지참채무인 것을 원칙으로 한다.

## 채무를 소재로 한 작품

### 영화
- 꽃과 뱀

## 같이 보기
- 부채
- 채권
- 연대채무
- 채무불이행
- 책임